# Grzymisław de Świecie
Grzymislaw de Swiecie est le duc (palatin) de Świecie et de Lubiszewo Tczewskie. Il est sans doute le fils ou le neveu de Świętopełk de Poméranie. Son existence n’est mentionnée que dans deux documents. En 1188, il participe à la cérémonie d’inauguration du monastère d’Oliwa fondé par Sambor Ier de Poméranie. En 1198, Grzymislaw offre Starogard et Skarszewy à l’ordre de Saint-Jean de Jérusalem, ainsi que les églises de Lubiszewo.
Après la mort de Grzymislaw de Swiecie au début du XIIIe siècle, Sambor Ier s’empare de son duché.

## Sources
- (pl) Cet article est partiellement ou en totalité issu de l’article de Wikipédia en polonais intitulé « Grzymisław (książę świecki) » (voir la liste des auteurs).